# Red (島本理生)
『Red』（レッド）は、作家・島本理生による日本の長編小説。著者初の官能小説として「読売プレミアム」に2013年5月8日から2014年8月15日まで連載、加筆修正を経て中央公論新社より2014年9月25日に刊行された。元恋人との快楽に溺れ堕ちてゆく30代主婦の性愛と苦悩を描く。第21回島清恋愛文学賞受賞作。第6回（2015年度）山田風太郎賞候補作。
三島有紀子の監督、夏帆と妻夫木聡の共演で映画化され、2020年2月21日に公開された。

## 執筆背景
思春期の女性を数多く描いてきた島本理生による初めての官能小説。家庭を持ちながら、元恋人との関係に快楽的になってしまう30代女性の苦悩と性愛を濃密に描き出している。島本自身も結婚し、子供をもうけたことで「子供側の視点ではもう描けない」と感じたといい、「それならば、同年代の人たちに真正面から読んでいただけるような作品を描こう」と思ったという。タイトルを『Red』にした理由について、島本は「赤は官能的かつ危険を帯びるというイメージがある。以前の自分の小説は“繊細”とか“瑞々しい”というイメージが持たれていて、装丁も青や白といった爽やかな感じの色だった。でも今回は結婚していて、更には子供もいるという中で包み込むような感じではなく、30代女性のリアルさを直に描いてみたかった」と語っている。

## あらすじ
結婚し、1人の娘を儲けた村主塔子は、学生の頃からの友人の結婚式に出席、そこでかつて勤めていた会社の上司であり、不倫関係を持っていた鞍田の姿を見つける。
塔子は、娘の翠と夫の真とその両親と同居している。義父の家柄の古風な考えかたに若干の違和感を覚えることがあるが、それらは塔子の中では我慢するものというふうに考えられている。一方で娘を産んで以降、夫の真が全くセックスを求めて来なくなってしまったことに戸惑いを感じていた。そんな中で鞍田と再会し、彼との関係が深まって行く。
塔子は鞍田との関係の再開や友人の矢沢やゆきりんの近況を聞いたこともあり、専業主婦というものに囚われているような感覚を覚え、鞍田の助力もあり、鞍田が現在勤める会社に就職し、少しずつ解放された生活を送り始めるが、鞍田との関係はかつての関係時代から家族の有無が逆転しただけの不倫関係であり、塔子はその関係に不安を覚えつつも、子育てに積極的とは言いきれない夫の態度や嫁姑問題なども影を落とし、鞍田との関係に沈み込んでいく。
その後、鞍田が重い病を患い会社を辞めてしばらく治療に専念するという話を聞いた塔子は、鞍田との関係を続け彼に寄り添って生きて行くべきか、家族、特に娘の翠との絆を守るべきかで身を割かれるような決断を迫られることとなる。
そして、十数年後、中学生になった翠は母の塔子と鎌倉を訪れる。塔子と鞍田との結末に当時の自分の鞍田への反応がひとつの答えを与えていたとは翠は知らず、塔子は涙をながす。

## 登場人物
村主 塔子（むらぬし とうこ）
夫と結婚し物語開始時点では1人の娘を育てる専業主婦。夫、娘、そして夫の両親とともに暮らしている。ある日、友人の結婚式で10年ほど前に狂おしいほどに身体を求めあった鞍田明彦と再会する。その後、鞍田の紹介で彼の勤める会社に就職。
鞍田 秋彦（くらた あきひこ）
塔子の元恋人。10年ほど前には自身に妻がおり、当時の勤め先で知り合った塔子と不倫関係にあった。
小鷹 淳（こだか じゅん）
塔子が勤めるようになる会社の同僚。
村主 真（むらぬし しん）
塔子の夫。

## 書誌情報
- 『Red』（単行本：2014年9月25日発売、中央公論新社、ISBN 978-4-12-004654-4）
- 『Red』（文庫本：2017年9月22日発売、中公文庫、ISBN 978-4-12-206450-8）

## 映画
三島有紀子監督、夏帆主演で映画化され、2020年2月21日に公開された。R15+指定。
映画では小説と大きく異なる結末となっている。

### キャスト
- 村主塔子：夏帆
- 小鷹淳：柄本佑[10]
- 村主真：間宮祥太朗[10]
- ふみよ：片岡礼子
- 睦夫：酒向芳
- 村主麻子：山本郁子
- 村主宏：浅野和之
- 緒方陽子：余貴美子
- 鞍田秋彦：妻夫木聡[9]

### スタッフ
- 原作：島本理生『Red』（中公文庫）
- 監督：三島有紀子
- 脚本：池田千尋、三島有紀子
- 音楽：田中拓人
- 製作総指揮：佐藤直樹
- 製作：新井重人、三宅容介、安部順一、安井邦好、関知良
- エグゼクティブプロデューサー：福家康孝
- プロデューサー：荒川優美、赤城聡、久保田傑
- 撮影：木村信也
- 照明：尾下栄治
- 録音：浦田和治
- 美術：黒瀧きみえ
- 装飾：石渡由美
- 編集：加藤ひとみ
- 衣装：篠塚奈美
- ヘアメイク：有路涼子
- スクリプター：原田侑子
- 音響効果：大塚智子
- VFX・ライン編集：野間実
- 助監督：佐野隆英
- 制作担当：松田憲一良
- 助成：文化庁文化芸術振興費補助金（映画創造活動支援事業） 独立行政法人日本芸術文化振興会
- 制作プロダクション：オフィス・シロウズ
- 企画協力：フラミンゴ
- 企画・製作幹事・配給：日活
- 製作：「Red」製作委員会（日活、ポニーキャニオン、読売新聞社、日本出版販売、中央公論新社）

### 受賞（映画）
- 第33回日刊スポーツ映画大賞・石原裕次郎賞 助演男優賞（妻夫木聡『浅田家!』『一度も撃ってません』などと合わせて）[11]